# Raïon de Graïvoron
Le raïon de Graïvoron (en russe : Грайворонский райо́н ; transcription : Grayvoronskiy rayón) est l'un des vingt-et-un raïons de l'oblast de Belgorod, dans le district fédéral central de la Russie. Son centre est la ville de Graïvoron.

## Géographie

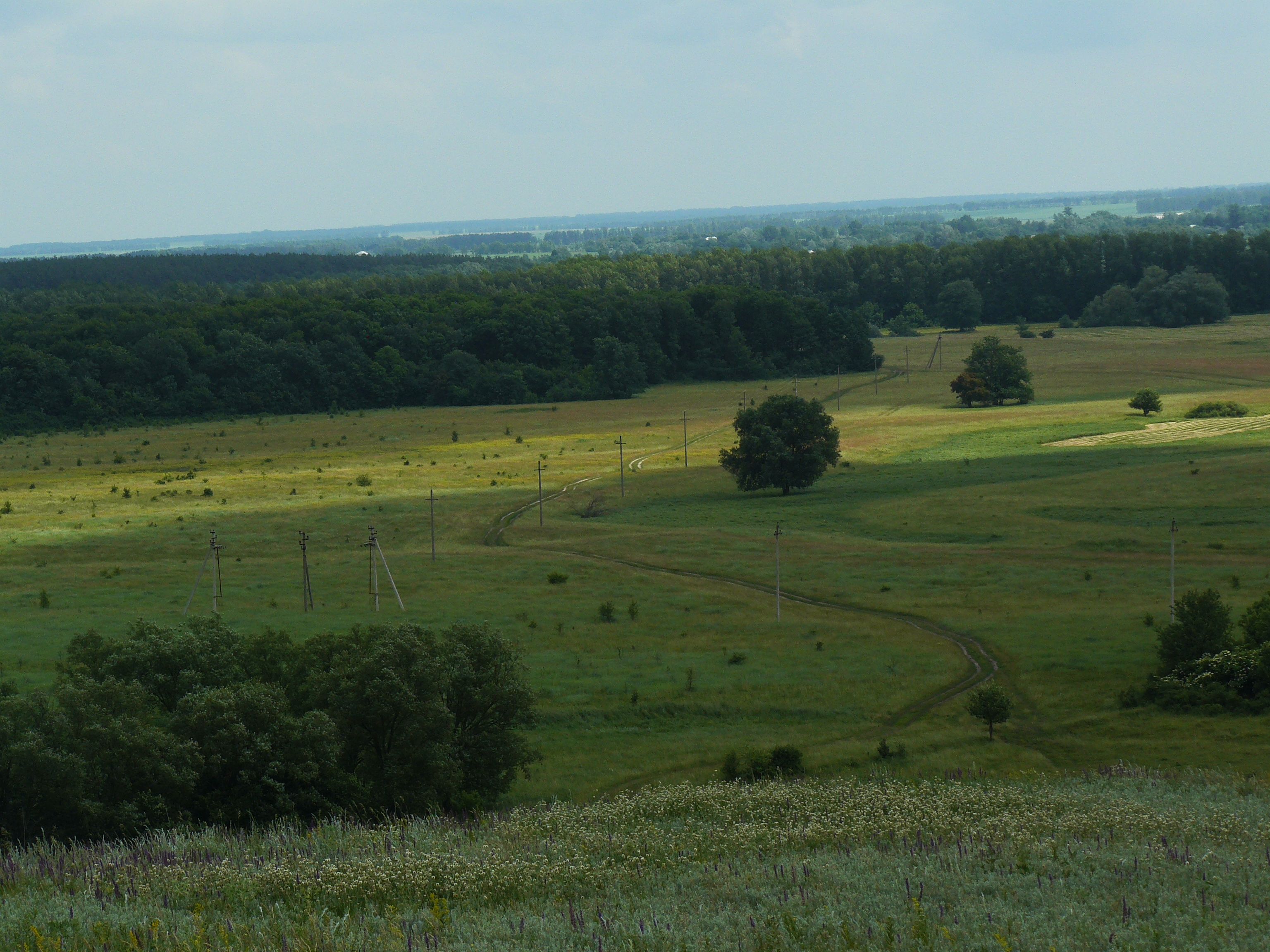
Paysage agricole dans le raïon de Graïvoron.

Graïvoron est situé au sud-ouest de l'oblast de Belgorod. Il borde les raïons de Krasnaïa Yarouga (en) et Rakitnoïe (en) au nord et le raïon de Borissovka (en) à l'est, tous dans l'oblast de Belgorod. Au sud se trouve l'ancien raïon de Zolotchiv (en), dans l'oblast de Kharkiv, aujourd'hui intégré au raïon de Bohodoukhiv et l'ancien raïon de Velyka Pyssarivka (en), dans l'oblast de Soumy, aujourd'hui intégré dans le raïon d'Okhtyrka. Ces deux anciens raïons sont en Ukraine. La superficie du raïon de Graïvoronski est de 853,8 kilomètres carrés.

## Histoire
Au XVIe siècle et au début du XVIIe siècle, le district fait partie du volost de Khotmyjski (en), dans l'ouïezd de Poutivl (ru), du gouvernement de Koursk. Jusqu'en 1765, on y retrouve des centaines de soldats du régiment de cosaques Akhtyrski Sloboda (ru). Durant le milieu du XVIIe siècle, de vagues d'immigration amènent de nombreux Ukrainiens dans la région. La frontière étant plutôt floue, les habitants de la région sont sous différentes autorités, les Russes sous celle du gouvernement de Koursk et les Ukrainiens sous celle du régiment de cosaques.
De 1838 à 1928, l'ouïezd de Graïvoron (ru) est en place dans le gouvernement de Koursk. Le raïon est créé en 1928 après l'abolition du système des ouïezds. De 1928 à 1930, le raïon fait partie de l'okroug de Belgorod (ru), dans l'oblast du Centre-Tchernoziom. En 1930, les okrougs sont supprimés, et les raïons relèvent alors directement du centre de l'oblast, dans ce cas Voronej. En 1934, l'oblast du Centre-Tchernoziom est divisé en deux et Graïvoron rejoint le nouvel oblast de Koursk. En 1954, il fait partie du nouvel oblast de Belgorod.
Le 1er février 1963, la région industrielle de Graïvoron est créée, comprenant la ville de Graïvoron. Le 12 janvier 1965, le raïon de Graïvoron est dissous et intégré à celui de Borissovka. Il est recréé en 1989. Le 1er janvier 2006, le raïon obtient le statut de district municipal. En 2018, toutes les entités territoriales du raïon sont réunies pour former la municipalité urbaine de Graïvoron, même si sur l'aspect territorial les divisions restent les mêmes,,.
Le 22 mai 2023, le raïon devient la cible de la Légion pour la liberté de la Russie, légion pro-Ukrainienne, lors d'une attaque qui a entraîné la prise des villages de Kozinka (en), Gora-Podol (en), Glotovo (ru) par cette légion.

## Divisions administratives
| Municipalité               | Centre administratif       | Nombre de localités | Population (en 2010) | Superficie (en km2) | Notes                        |
| -------------------------- | -------------------------- | ------------------- | -------------------- | ------------------- | ---------------------------- |
| Graïvoron (ru)             | Graïvoron                  | 2                   | 6681                 | 30,64               | Municipalité urbaine         |
| Bezymeno (en)              | Bezymeno (en)              | 1                   | 805                  | 48,60               | Municipalité rurale          |
| Golovtchino (ru)           | Golovtchino (en)           | 4                   | 8679                 | 95,59               | Municipalité rurale          |
| Gora-Podol (ru)            | Gora-Podol (en)            | 2                   | 2498                 | 43,70               | Municipalité rurale          |
| Gorkovski (ru)             | Gorkovski (en)             | 5                   | 919                  | 66,08               | Municipalité rurale          |
| Dobroïvanovka (ru)         | Dobroïvanovka (en)         | 4                   | 2063                 | 51,63               | Municipalité rurale          |
| Dorogochtch (ru)           | Dorogochtch (en)           | 2                   | 924                  | 51,39               | Municipalité rurale          |
| Dounaïka (ru)              | Dounaïka (en)              | 3                   | 1104                 | 73,14               | Municipalité rurale          |
| Ivanovskaïa Lissitsa (ru)  | Ivanovskaïa Lissitsa (en)  | 4                   | 1672                 | 124,61              | Municipalité rurale          |
| Kozinka (ru)               | Kozinka (en)               | 4                   | 1283                 | 59,11               | Municipalité rurale          |
| Mokraïa Orlovka (ru)       | Mokraïa Orlovka (en)       | 3                   | 819                  | 56,29               | Municipalité rurale          |
| Novostroïevka-Pervaïa (ru) | Novostroïevka-Pervaïa (en) | 3                   | 884                  | 36,33               | Municipalité rurale          |
| Smorodino (ru)             | Smorodino (en)             | 3                   | 1385                 | 116,69              | Municipalité rurale          |
| Raïon de Graïvoron         |                            | 40                  | 29716                | 853,8               | Source: Estimations de 2018. |

## Démographie
| 1959   | 2002*  | 2009   | 2010   |
| ------ | ------ | ------ | ------ |
| 40 076 | 31 567 | 29 661 | 29 137 |

| 2011   | 2012   | 2013   | 2014   |
| ------ | ------ | ------ | ------ |
| 29 043 | 28 967 | 29 049 | 29 165 |

| 2015   | 2016   | 2017   | 2018   |
| ------ | ------ | ------ | ------ |
| 29 544 | 29 740 | 29 701 | 29 716 |

| 2019   | 2021   | - | - |
| ------ | ------ | - | - |
| 29 636 | 29 730 | - | - |

Au recensement de 2010 en Russie, on comptait sur une population de 29 137 personnes 26 297 Russes, 1 252 Ukrainiens et 220 Arméniens.
Au recensement soviétique de 1939, il y avait 33 735 Russes et 15 721 Ukrainiens.